# Специальная дополнительная программа питания для женщин, младенцев и детей в США (WIC)
Специальная дополнительная программа питания для женщин, младенцев и детей (англ. The Special Supplemental Nutrition Program for Women, Infants and Children (WIC)) - программа федеральной помощи в США, находящегося в ведении федерального агентства Служба Продовольствия и питания (FNS) Департамента сельского хозяйства США. Служба продовольствия и питания США (FNS) несёт ответственность за управление внутренних программ страны и помощи в питании.

## Цели и условия участия
Программа направлена на охрану здоровья и питания малообеспеченным беременным женщинам, кормящим женщинам, младенцам и детям в возрасте до пяти лет семейный доход которых ниже 185% соответственно к Руководству США с бедности по доходам. Эта программа не имеет отношения к программе продовольственных талонов, которые выдаёт Департамент сельского хозяйства США. В настоящее время, WIC обслуживает 53 процента всех детей, родившихся в США. Доход семьи должен быть ниже суммы равной 185% от федерального уровня бедности. Это составляет около $ 45000 для медианного дохода семьи из четырех человек. По состоянию на 1995 год стоимость программы в год составляла 3500 млн долларов, а количество обеспеченных составляла 7 млн чел. В 2010 году показатель бедности для семьи из 4 человек, которые не имеют детей в возрасте до 18 лет составил $ 22541, в то время как показатель для семьи из 4 человек и 2 детей до 18 лет составил $ 22162 Для сравнения, в 2011 году Департамент здравоохранения и социальных служб США (HHS) считал показателем ориентир для определения бедности для семьи из 4 человек - $ 22350.